# Manfred Täubert
Manfred Täubert (* vor 1960) ist ein deutscher Hörspielregisseur. Ab den 1960er-Jahren war er als Hörspielregisseur tätig. Bis 2015 war er an mehr als 200 Produktionen beteiligt. Er ist mehrmaliger Preisträger des DDR-Kinderhörspielpreis, der vom Staatlichen Komitee für Rundfunk vergeben wurde.

## Hörspiele (Auswahl)
- 1964: Alexander Jesch: Vom Schmied und seinen drei Söhnen
- 1965: Gisela Horn: Der große Fall (Kinderhörspiel – Rundfunk der DDR)
- 1965: Jiří Ciřkl/Jindřich Polák: Ferdinands Zauberhäuschen (Regieassistenz, Kinderhörspiel – Litera)
- 1966: Siegfried Pfaff: Detektiv Martin: Es spukt im Knusperhaus
- 1968: Nikolai Dubow: Der Junge am Meer (Kinderhörspiel – Rundfunk der DDR)
- 1970: Anita Heiden-Berndt: Licht in der Stanitza
- 1970: Roland Neumann: Winne
- 1970: Alexej Sergej: Der Sohn des Riesen (Kinderhörspiel – Rundfunk der DDR)
- 1973: Gisela Richter-Rostalski: Denkt lieber an Ewald (Kinderhörspiel – Rundfunk der DDR)
- 1980: Jorge Amado: Der gestreifte Kater und die Schwalbe Sinhá (Kinderhörspiel – Rundfunk der DDR)
- 1981: Margarete Wein: Viktoria und der Drachen (Kinderhörspiel – Rundfunk der DDR)
- 1983: Wolfgang David: Furcht vor Amseln (Kinderhörspiel – Rundfunk der DDR)
- 1984: Hans Fallada: Der Pechvogel
- 1984: Bodo Schulenburg: Maus mit blauen Socken (Kinderhörspiel/Kurzhörspiel aus der Reihe: Geschichten aus dem Hut – Rundfunk der DDR)
- 1984: Walter Stranka: Khalid und die Königin von Saba (Kinderhörspiel – Rundfunk der DDR)
- 1985: Wilhelm Hauff: Das kalte Herz
- 1985: Jacob Grimm/Wilhelm Grimm: Die Nixe
- 1986: Elifius Paffrath: Die Prinzessin und der Spielmann (Kinderhörspiel – Rundfunk der DDR)
- 1986: Volkstext: Destan Sal und Rodhabe (Kinderhörspiel – Rundfunk der DDR)
- 1986: Jacob Grimm/Wilhelm Grimm: Die Prinzessin und der Spielmann
- 1987: Manfred Müller: Die wunderbare Ziege (Kinderhörspiel – Rundfunk der DDR)
- 1987: Wilhelm Raabe: Die Chronik der Sperlingsgasse (Kinderhörspiel (2 Teile) – Rundfunk der DDR)
- 1987: Bodo Schulenburg: Das Kälbchen und die Schwalbe (Kinderhörspiel – Rundfunk der DDR)
- 1987: Halina Gòrska: Die Blume des Amethyst (Kinderhörspiel – Rundfunk der DDR)
- 1988: Christoph Wielepp: Der Klipperbixstein (Kinderhörspiel/Kurzhörspiel – Rundfunk der DDR)
- 1989: Marion Seelig: Das Mädchen Secunda und der Dieb (Kinderhörspiel – Rundfunk der DDR)
- 1989: Annelies Schulz: Die Feuerprinzessin (Kinderhörspiel – Rundfunk der DDR)
- 1989: Luise Rinser: Detektivin Susi löst einen ungewöhnlichen Fall